# 哈里夫卡
51°16′54″N 33°53′50″E / 51.28167°N 33.89722°E
哈里夫卡（烏克蘭語：Харівка）是位於烏克蘭東北部的村莊，由蘇梅州科諾托普區的普蒂夫利市鎮負責管轄。該村處於謝伊姆河右岸，分別距離濟諾韋1公里和拉季什夫卡2公里，海拔高度131米，2001年人口104。